# Striatosedulia beybienkoi
Striatosedulia beybienkoi är en insektsart som beskrevs av Sergey Storozhenko 2005. Striatosedulia beybienkoi ingår i släktet Striatosedulia och familjen gräshoppor. Inga underarter finns listade i Catalogue of Life.